# Heaven Is a Place on Earth
Heaven Is a Place on Earth – piosenka napisana przez Ricka Nowelsa i Ellen Shipley, nagrana przez amerykańską piosenkarkę Belindę Carlisle. 